# だってあなたはあなただから
「だってあなたはあなただから」は、野中藍の7作目となるシングル。 2009年1月14日にキングレコードから発売された。（制作はスターチャイルド）
制作はスターチャイルド、発売元・販売元はキングレコード。

## 概要
- 前作『ウレシ泣キ』から1年3ヶ月ぶりのリリースシングル。
- 収録曲違いの「あか盤」と「あお盤」の2種類に加えて、それぞれのDVDが附属させた初回限定盤の計4パターンリリース。なお、ジャケットデザインもそれぞれ異なっており、全4パターンある。
- PV CLIPでは、野中藍の作品では恒例と化したコスプレが行われている。コスプレで扮したのは映画監督、学生、OL、運転士（鉄道員）、キャビンアテンダント、看護師、店員の計7種類。この他、歌唱時の衣装、PVで間奏パートで着用しているドレス、ジャケット用の衣装などもあり、本作に使われた衣装は過去最多の10種類である。野中自身はキャビンアテンダントがお気に入りとのこと。
- 付属DVDに収録されているPV CLIPは、どちらも「だってあなたはあなただから」のものだが、「あか盤」と「あお盤」で映像が若干異なる。なお、「あか盤」は女の子、「あお盤」は男の子をイメージしたものとなっている[1]。
- 4パターンリリースに関して、文化放送『A&Gメディアステーション こむちゃっとカウントダウン』に出演した際、櫻井孝宏から「ノルマ4枚は売る気満々ですね」と突っ込まれた。野中自身は「2種類とも買ってもらいたい」「お年玉に余裕がある人は4枚とも…」と発言していた。
- オリコン・週間シングルチャート（2009年1月26日付）では、初登場25位を獲得[2]。『ウレシ泣キ』で記録した自身の最高位を更新した[2]。

## 楽曲の解説
1. だってあなたはあなただから [4:08] 
作詞：岩佐麻紀、作曲：渡辺拓也、編曲：鈴木ヒロト
  - テレビ東京『あにてれ Presents アニソンぷらす+』オープニングテーマ
  - 「あか盤」「あお盤」両収録（「off vocal ver.」含む）。
2. つないで、つないで [4:51] 
作詞：渡邊亜希子、作曲・編曲：橋本由香利
  - 「あか盤」に「off vocal ver.」とともに収録。
3. このまま、このまま [4:11] 
作詞：岩佐麻紀 作曲：渡辺拓也 編曲：鈴木ヒロト
  - 「あお盤」に「off vocal ver.」とともに収録。
4. おめでとう [1:35] 
作詞：野中藍 作曲・編曲：菊谷知樹
  - 「あか盤」「あお盤」両収録。
  - 作詞を野中藍自身が担当。

## 収録内容

### あか盤
Disc 1（CD）
1. だってあなたはあなただから
2. つないで、つないで
3. おめでとう
4. だってあなたはあなただから（off vocal ver.）
5. つないで、つないで（off vocal ver.）

Disc 2（初回限定盤付属DVD）
- PV CLIP だってあなたはあなただから（あかver.）

### あお盤
Disc 1（CD）
1. だってあなたはあなただから
2. このまま、このまま
3. おめでとう
4. だってあなたはあなただから（off vocal ver.）
5. このまま、このまま（off vocal ver.）

Disc 2（初回限定盤付属DVD）
- PV CLIP だってあなたはあなただから（あおver.）

## 収録アルバム
『サプリメント』
- だってあなたはあなただから
- つないで、つないで
- このまま、このまま

アルバム未収録
- おめでとう